# Manish Dayal
Manish Dayal (né Manish Patel) est un acteur américain, né le 17 juin 1983 à Orangeburg en Caroline du Sud aux États-Unis.

## Biographie

### Enfance et formation
Manish Sudhir Dayal Patel né le 17 juin 1983 à Orangeburg en Caroline du Sud aux États-Unis.
Il est le troisième d'une fratrie de quatre enfants. Ses parents Hema et Sudir Patel sont originaires de Gujarat en Inde.

### Vie privée
Il vit actuellement à Los Angeles, avec Snehal Patel, sa femme depuis mai 2015, et leurs deux fils.

### Carrière
Manish Dayal est surtout connu pour avoir tenu le rôle de Raj Kher dans la série télévisée 90210 Beverly Hills : Nouvelle Génération.
En 2014, il tient le rôle principal dans le film Les Recettes du bonheur : un cuisinier indien dont la famille, contrainte de fuir son pays, s'installe dans un village français et ouvre un restaurant. Le film est produit par Steven Spielberg, Oprah Winfrey et Juliet Blake.
Depuis 2018, il tient le rôle du Dr Devon Pravesh, personnage principal de la série dramatique médicale The resident avec Matt Czuchry et Emily VanCamp. La série créée par Amy Holden Jones, Hayley Schore et Roshan Sethi est diffusée depuis le 21 janvier 2018 sur le réseau Fox.
En 2020, il rejoint le casting de la comédie romantique Holidate de John Whitesell aux côtés de Emma Roberts, Luke Bracey, Jessica Capshaw, King Bach, Frances Fisher, Jake Manley et Kristin Chenoweth.

## Filmographie

### Cinéma

#### Longs métrages
- 2006 : Kabhi Alvida Naa Kehna de Karan Johar : Un journaliste
- 2006 : On the Other Side de Shanthi Kumar : Jack
- 2008 : When Kiran Met Karen de Manan Katohora : Jay
- 2009 : Karma Calling de Sarba Das : Un apprenti du centre d'appel
- 2010 : L'Apprenti sorcier (The Sorcerer's Apprentice) de Jon Turteltaub : L'employé de bureau
- 2010 : Walkaway de Shailja Gupta : Vinay
- 2012 : White Frog de Quentin Lee : Ajit
- 2012 : The Domino Effect de Paula van der Oest : Sid
- 2013 : Breaking the Girls de Jamie Babbit : Tim
- 2014 : Les Recettes du bonheur (The Hundred-Foot Journey) de Lasse Hallström : Hassan Haji
- 2014 : California Scheming de Marco Weber : Bombay Pepperdine
- 2014 : I'm Obsessed with You (But You've Got to Leave Me Alone) de Jon Goracy : Cyrus Kapoor
- 2017 : Le Dernier Vice-Roi des Indes (Viceroy's House) de Gurinder Chadha : Jeet Kumar
- 2020 : Holidate de John Whitesell : Faarooq
- 2022 : Rise : La véritable histoire des Antetokounmpo (Rise) d'Akin Omotoso : Kevin Stephanides

#### Courts métrages
- 2005 : Time and the Hour Run de Samir R. Patel : Prem
- 2007 : Kali Ma de Soman Chainani : Santosh
- 2007 : Astoria Park de Paras H. Chaudhari et Chrysovalantis Stamelos : Sha
- 2007 : Origami Deathmatch de Monroe Mann : Un homme
- 2008 : Anjali de Maya Anand : Deepack
- 2008 : Finding Priya a Prom Date de Garrett Nantz : Prashant
- 2008 : 4th and Forever d'Eric J. Seidman : Amit Jacob
- 2008 : Cain's Mark de Christian Vinces : Un gitan
- 2009 : The Whirling Dervish de Rory Bain : Zahir
- 2010 : The Box de Peter Salmon : Naveen
- 2010 : The Call de Stephen Ananicz et Joshua Williams : Faruk
- 2018 : Fifteen Years Later de lui-même : Sam (également co-scénariste)

### Télévision

#### Séries télévisées
- 2010 : Les Experts (CSI: Crime Scene Investigation) : Rishi Parayan
- 2010 : Rubicon : Mason "Hal" Klugman
- 2010 : Outsourced : Ravi
- 2011 : New York, section criminelle (Law and Order: Criminal Intent) : Samir Doss
- 2011 - 2012 : 90210 Beverly Hills : Nouvelle Génération (90210) : Raj Kher, mari de Ivy
- 2012 : Switched : Scuba
- 2012 : The Good Wife : Dinesh
- 2014 : New York, unité spéciale (Law and Order: Special Victims Unit) : Farid Salim
- 2016 : Halt and Catch Fire : Ryan Ray
- 2017 : Marvel : Les Agents du SHIELD (Marvel's Agents of S.H.I.E.L.D.) : Vijay Nadeer
- 2018 - 2023 : The Resident : Dr Devon Pravesh
- 2019 - 2021 : Fast and Furious : Les Espions dans la course (Fast & Furious: Spy Racers) : Shashi Dhar (voix)
- 2024 : The Walking Dead: Daryl Dixon : Ash

### Jeu vidéo
- 2008 : Grand Theft Auto IV : Le chauffeur de Roman / Un vendeur pakistanais (voix)